# Morfología lingüística
La morfología (del griego μορφo morphḗ ‘forma’, y λογία logía ‘tratado o estudio’) es la rama de la lingüística que estudia la estructura interna de las palabras para definir y clasificar sus unidades: las variantes de las palabras (morfología flexiva) y la formación de nuevas palabras (morfología derivativa y composición).
La palabra «morfología» fue introducida en el siglo XIX y originalmente trataba simplemente de la forma de las palabras, aunque en su acepción más moderna estudia fenómenos más complejos que la forma en sí.      

Construcción de palabras con dos tipos de monemas, el lexema "gat-" y sus morfemas flexivos.

Analiza la estructura de las palabras y partes de palabras, tales como tema, palabras raíz, prefijos y sufijos. La morfología también se ocupa de la partes de la oración, la entonación y el acento prosódico,  [cita requerida] así como del modo en que el contexto lingüístico puede cambiar la pronunciación y el significado de una palabra. [cita requerida] La morfología difiere de la tipología morfológica, que es la clasificación de las lenguas basada en sus características morfológicas, y de la lexicología, que es el estudio de las palabras y cómo conforman el vocabulario de una lengua.
Mientras que las palabras, junto con los clíticos, son generalmente aceptadas como las unidades más pequeñas de la sintaxis, en la mayoría de las lenguas, muchas palabras pueden relacionarse con otras palabras mediante reglas que describen colectivamente la gramática de esa lengua. Por ejemplo, los hablantes de inglés reconocen que las palabras dog y dogs están estrechamente relacionadas, diferenciadas sólo por el morfema plural "-s" ligado a un sustantivo. Por el contrario, el chino clásico tiene muy poca morfología, ya que utiliza casi exclusivamente morfemas no ligados (morfemas "libres") y se basa en el orden de las palabras para transmitir el significado (la mayoría de las palabras del chino estándar moderno son compuestos y la mayoría de raíces están ligadas). Las reglas que entiende un hablante reflejan patrones específicos o regularidades en la forma en que las palabras se forman a partir de unidades más pequeñas en la lengua que está utilizando, y cómo esas unidades más pequeñas interactúan en el habla. De este modo, la morfología es la rama de la lingüística que estudia los patrones de formación de palabras dentro de cada lengua y entre lenguas, e intenta formular reglas que modelen el conocimiento de los hablantes de esas lenguas.
Las modificaciones fonológicas y ortográficas entre una palabra base y su origen pueden afectar a las habilidades de alfabetización. Los estudios han indicado que la presencia de modificaciones en la fonología y la ortografía dificultan la comprensión de palabras morfológicamente complejas y que la ausencia de modificaciones entre una palabra base y su origen facilita la comprensión de palabras morfológicamente complejas. Las palabras morfológicamente complejas son más fáciles de comprender cuando incluyen una palabra base.
Las lenguas polisintéticas, como la Chukchi, tienen palabras compuestas por muchos morfemas. Por ejemplo, la palabra chukchi "təmeyŋəlevtpəγtərkən", que significa "tengo un fuerte dolor de cabeza", está compuesta por ocho morfemas t-ə-meyŋ-ə-levt-pəγt-ə-rkən. La morfología de tales lenguas permite entender cada consonante y vocal como morfemas, mientras que la gramática de la lengua indica el uso y la comprensión de cada morfema.
La disciplina que se ocupa específicamente de los cambios de sonido que se producen dentro de los morfemas al combinarlos es la morfofonología.

## Historia
La historia del análisis morfológico de la India antigua se remonta al lingüista Pāṇini, que formuló las 3.959 reglas de la morfología sánscrita en el texto Aṣṭādhyāyī utilizando una gramática constitutiva. La tradición gramatical grecorromana también se dedicó al análisis morfológico. Los estudios sobre morfología árabe, incluido el Marāḥ Al-Arwāḥ de Aḥmad b. 'Alī Mas'ūd, se remontan al menos al año 1200 de nuestra era.
El término "morfología" fue introducido en la lingüística por August Schleicher en 1859.

## La morfología como disciplina lingüística
El término morfología proviene del griego μορφo-, morpho ('forma') y λογία logía ('tratado', 'ciencia'); así, el todo significa literalmente 'ciencia (o estudio) de la forma'. En efecto, se habla de la morfología de las plantas, de la morfología de los seres vivos, de la morfología del relieve terrestre, etc. 
En lingüística, este término adquiere un significado especializado: 'estudio de las formas de las palabras' y, por extensión, 'estudio de la palabra'. Esto se remonta a una tradición iniciada en los trabajos de Baudouin de Courtenay según la cual las palabras están formadas por raíces y afijos que realizan la función del signo saussureano. Y aunque también se deba hablar en lingüística de la forma de los sintagmas y/o de las frases, el término morfología no se aplica a estos últimos; es la palabra, y solamente la palabra, lo que constituye el objeto de la morfología lingüística de acuerdo a un uso general.
La posición en la morfología gramatical es intermedia. Para la tradición estructuralista americana de Bloomfield, la morfología era esencial; en la tradición generativista chomskyana, en cambio, la sintaxis es central y la morfología o bien es relegada a la fonología o bien es ignorada como disciplina independiente. Esas posturas han hecho de la morfología lingüística un campo polémico y de difícil definición en la moderna teoría lingüística. Habitualmente se considera que los patrones morfológicos son el resultado de la gramaticalización y que, en cierto sentido eso es todo lo que hay en morfología. Por tanto, la búsqueda de universales morfológicos y el propio análisis morfológico no serían otra cosa que un estudio de los patrones de gramaticalización.

### Distinción entre morfología y sintaxis
La gramática tradicional divide el estudio de todas las lenguas del mundo por convención, en dos secciones: morfología y sintaxis. La relación entre las dos es la siguiente:
| La morfología explica la estructura interna de las palabras y el proceso de formación de palabras mientras que la sintaxis describe cómo las palabras se combinan para formar sintagmas, oraciones y frases. |

Sin embargo, en el seno de la gramática generativa se ha sostenido que la morfología es insostenible como rama autónoma. En ocasiones hay alternacias morfológicas que están ocasionadas por restricciones fonológicas por lo que ciertos aspectos de la morfología tradicional caen dentro de la morfofonémica. Algunos otros procesos morfológicos no parecen fácilmente separables de la sintaxis, por lo que su estudio recae en el estudio llamado morfosintaxis. Para algunos autores la morfología se restringe solo al proceso de formación de palabras, dejando fuera los procesos morfofonémicos y morfosintácticos.

### Grupos lingüísticos
Desde el punto de vista de la morfología, es importante la tradicional clasificación de las lenguas humanas en 3 grupos:
- Lenguas aislantes (antiguamente mal llamadas monosilábicas). Este grupo incluye aquellas lenguas cuyas palabras están formadas típicamente por componentes con significado propio, fácilmente separables, a menudo de una sola sílaba, de manera que apenas hay flexión y la diferencia entre composición y derivación no es clara; a este grupo pertenecen muchas lenguas del sur y este de Asia, como el chino mandarín.
- Lenguas aglutinantes. Este grupo lo integran las lenguas cuyas palabras están constituidas por lexemas y afijos claramente separables, cada uno con un significado referencial o gramatical bien definido. Ejemplos son el euskera, el idioma húngaro o el idioma japonés. En estas lenguas hay tanto flexión como derivación, y la composición se distingue claramente de la derivación, lo que las diferencia de las lenguas aislantes.
- Lenguas fusionantes (antiguamente llamadas flexivas). Este grupo está formado por aquellas lenguas que, como el griego antiguo, el español o el árabe, tienen palabras estructuradas en afijos y lexemas, como las aglutinantes, pero al contrario que estas los límites entre los distintos morfemas de cada palabra son a menudo difíciles de definir por la tendencia a fusionarse entre sí.

No todas las lenguas entran claramente en estos 3 grupos.

## Definición de morfema

### Lexemas (morfemas léxicos)
En todas las lenguas, con independencia de los procedimientos morfológicos que posea, se puede identificar en una palabra un morfo básico, una secuencia de sonidos que identifica el significado principal de la palabra, al que se llama lexema o raíz. Sin embargo, en lenguas con morfos que no son afijos, como las lenguas semíticas, los lexemas son "esqueletos" de dos o tres consonantes entre las cuales se insertan vocales. Estas vocales entran en forma de esquemas paradigmáticos y son un ejemplo de morfo discontinuo (en este tipo de lenguas los lexemas también son de hecho discontinuos, es decir, no forman una secuencia de fonemas consecutivos).
Los lexemas forman la mayor parte del léxico de una lengua, su número es siempre muy superior al de gramemas (los morfemas que no son lexemas), y en principio se considera una clase abierta. Es decir, forman un conjunto susceptible de ser ampliada con nuevos préstamos léxicos u otros procedimientos creativos para designar nuevos conceptos o realidades.
| niñas    | lexema: niñ  |
| utilizar | lexema: util |

### Gramemas (morfemas gramaticales)
Los morfemas gramaticales son las unidades que constituyen la parte variable de la palabra y son las responsables de expresar relaciones gramaticales que no alteran el significado referencial básico de una palabra. Usualmente no son autónomos y su aparición no es facultativa sino que está sujeta a restricciones gramaticales. Estos morfemas expresan relaciones o accidentes gramaticales como:
- Número gramatical
- Género gramatical
- Caso gramatical
- Tiempo gramatical

#### Gramemas derivativos
Son formantes facultativos mediante los cuales se forman significados composicionales y conceptos derivados del significado básico. Algunos ejemplos de esto:
Según su posición respecto al lexema, se distinguen tres tipos de morfemas gramaticales derivativos:
- Sufijos: van después del radical o lexema y antes de los morfemas dependientes gramaticales. Pueden cambiar la categoría gramatical de la palabra o el género de los sustantivos y son tónicos, es decir, cargan con el acento de la palabra.

| repetible      | sufijo: -ible, transforma un verbo en adjetivo         |
| tranquilamente | sufijo: -mente, transforma un adjetivo en adverbio     |
| casón          | sufijo: -on, transforma el género del sustantivo casa. |
- Prefijos: preceden al radical o lexema. Son átonos y poseen significado. Si cargan con acento son en realidad prefijoides o prefijos cercanos a los lexemas.

| infranqueable | prefijo: in-, significado de negación o privación  |
| monosilábico  | prefijoide: mono-, significado de único o uno solo |
- Interfijos: son alargamientos morfológicos eufónicos que se colocan entre los prefijos y sufijos para evitar la cacofonía entre dos sonidos y las homonimias. Son átonos y no poseen significado. Muchos de ellos funcionaron también como sufijos pero quedaron sin significado perceptible. Estos interfijos no son equiparables a sufijos o prefijos y es importante no confundirlos con los infijos que aparecen en otras lenguas, los cuales sí son equiparables a los prefjos y sufijos derivativos.

#### Gramemas flexivos
Son formantes constitutivos que ocupan siempre la posición final de la palabra y la información que ofrecen es de tipo gramatical, como el género, el número, la persona, el modo, etc. 
| niños | morfemas flexivos: | -o, género masculino |
|       |                    | -s, número plural    |

#### Morfemas libres o independientes
Existe otra clase de morfemas denominados morfemas libres o independientes que no van unidos a ningún lexema pero confieren de significación gramatical a las palabras con las que se asocian. Los determinantes, las preposiciones y las conjunciones puede actuar como morfemas libres. Casi todos ellos son átonos. Por ejemplo, el artículo hace de morfema flexivo para el sustantivo de la oración.

### Morfos de un morfema
Los alomorfos son las diferentes realizaciones fónicas de un determinado morfema. Por ejemplo, en español el plural puede realizarse como -s o -es, estas dos formas son por tanto alomorfos del morfema de número plural del español. También son alomorfos -ble y -bil, como en imposible e imposibilidad, o nece- y neci, como en necio y necedad.

### Morfo cero
Un tipo de morfo interesante es aquel que no tiene realización fonémica audible. La consideración de esta ausencia de contenido fónico como una relación con frecuencia ayuda a hacer más sencillo y sistemático el análisis morfológico, ya que el hecho de que un determinado morfema no tenga realización fónica no impide considerarlo un miembro de pleno derecho de la clase de equivalencia que forma el morfema sobre la base de relaciones paradigmáticas sistemáticas.
Un ejemplo de esto lo encontramos en español en la palabra atlas. Aquí el morfema de número no está presente, y esa es precisamente la razón por la cual el número es singular. Otro ejemplo son los morfos de género en nombres o adjetivos acabados en consonante:
Este es el mejor-∅M
Esta es la mejor-∅F
La consideración de los alomorfos ceros ∅M y ∅F permite decir que en una oración atributiva el sujeto y el atributo concuerdan en género siempre. Un análisis alternativo en la línea de Vossler negando que estos alomorfos cero sean reales necesitaría explicar que a veces hay concordancia (cuando hay morfemas de género) y a veces no hay concordancia, siendo en ese caso la regla más complicada. Es decir, la consideración de morfemas cero simplifica las generalizaciones sobre la concordancia y otros aspectos de la estructura gramatical. Igualmente las marcas de persona de en la tercera persona del singular pueden ser consideradas morfos ceros:
cant-o, cant-a-s, cant-a-∅3ªSG, cant-a-mos, cant-á-is, cant-a-n
beb-o, beb-e-s, beb-e-∅3ªSG, beb-e-mos, beb-é-is, beb-e-n